# Arrondissement municipal (Allemagne)
Pour les articles homonymes, voir Arrondissement municipal.
À ne pas confondre avec un arrondissement allemand (Landkreis)
Un arrondissement municipal ou un district municipal (en allemand : Stadtbezirk) est une subdivision administrative, politique et statistique d'une grande ville en Allemagne. Ils sont à leur tour divisés en différentes subdivisions qu'on nomme quartiers (Ortsteil) ou localités (Stadtteil ou Stadtviertel) qui ont souvent une plus grande signification historique.

## Berlin
La ville et le Land de Berlin sont divisés depuis le 1er janvier 2001 en 12 arrondissements municipaux eux-mêmes subdivisés en 96 quartiers. Alors que les quartiers n'ont qu'une pertinence historique et géographique, les arrondissements ont une importance politique, statistique et institutionnelle.
L'administration est dirigée par une mairie d'arrondissement (Bezirksamt) dont le maire (Bezirksbürgermeister) est nommé par l'assemblée des délégués d'arrondissement élue tous les cinq ans. Les arrondissements municipaux de Berlin ne sont que démographiquement comparable aux arrondissements allemands (Landkreis).
D'après la loi, l'arrondissement berlinois est une « unité administrative autonome sans personnalité juridique » (Selbstverwaltungseinheit ohne Rechtspersönlichkeit).